# Poggersdorf
Poggersdorf (słoweń. Pokrče) – gmina targowa w Austrii, w kraju związkowym Karyntia, w powiecie Klagenfurt-Land. Według Austriackiego Urzędu Statystycznego liczyła 3102 mieszkańców (1 stycznia 2015).

## Współpraca
Miejscowość partnerska:
- Schwebheim, Niemcy